# Maroslele, Csongrád
Maroslele  este un sat în districtul Makó, județul Csongrád, Ungaria, având o populație de 2.172 de locuitori (2011). 

## Demografie
Componența etnică a satului Maroslele
     Maghiari (97,66%)
     Romi (1,07%)
     Necunoscut (0,61%)
     Alții (0,66%)
Componența confesională a satului Maroslele
     Romano-catolici (47,1%)
     Fără religie (23,53%)
     Reformați (9,16%)
     Necunoscută (18,88%)
     Alte religii (2,62%)
Conform recensământului din 2011, satul Maroslele avea 2.172 de locuitori. Din punct de vedere etnic, majoritatea locuitorilor (97,66%) erau maghiari, cu o minoritate de romi (1,07%). Apartenența etnică nu este cunoscută în cazul a 0,61% din locuitori. Nu există o religie majoritară, locuitorii fiind romano-catolici (47,1%), persoane fără religie (23,53%) și reformați (9,16%). Pentru 18,88% din locuitori nu este cunoscută apartenența confesională.